# Firth of Tay
 (mai 2022).
Le Firth of Tay, en gaélique écossais Linne Tatha, constitue l'estuaire du Tay, un fleuve coulant en Écosse, au Royaume-Uni, et se jetant dans la mer du Nord. 
Deux ponts le traversent : le pont ferroviaire du Tay (de Dundee à Wormit) et le pont routier du Tay (de Dundee à Newport-on-Tay).
Il y a une île majeure dans l'estuaire, Mugdrum.